# Half-ration Névé
Das Half-ration Névé (englisch für Halbe-Ration-Firnfeld) ist ein großes Firnfeld im ostantarktischen Viktorialand. Es liegt am Kopfende des Aviator-Gletschers und wird an seiner Westseite von der Mesa Range begrenzt.
Wissenschaftler einer von 1962 bis 1963 durchgeführten Kampagne im Rahmen der New Zealand Geological Survey Antarctic Expedition nahmen die Benennung vor. Namensgebend war der Umstand, dass ihre Nahrungsmittelrationen für einige Tage infolge eines Blizzards begrenzt waren.